# Saurichthyidae
Die Saurichthyidae sind eine ausgestorbene Fischfamilie, deren Vertreter während der Trias und des Unterjuras lebten. Sie waren weit verbreitete, langgestreckte Raubfische mit torpedoförmigen Körpern, schnabelartigen, verlängerten Kiefern und konischen Zähnen. Sie wurden 40 bis 180 Zentimeter lang. Rücken- und Afterflosse saßen weit hinten, einander symmetrisch gegenüber. Die Schwanzflosse war äußerlich homocerk. Das Schuppenkleid war bis auf vier Längsreihen von Ganoidschuppen reduziert.
Wie ein außergewöhnlich gut erhaltenes Fossil von Saurichthys curionii aus der mitteltriassischen, schweizerischen Fossillagerstätte Monte San Giorgio zeigt, erfolgte die starke Verlängerung des Körpers der Saurichthyidae auf eine einzigartige Weise. Bei anderen Fischen findet dies entweder durch eine Streckung der Wirbel oder durch die Entwicklung von zusätzlichen Wirbeln und den damit assoziierten Muskelsegmenten statt. Die Saurichthyidae hatten dagegen nicht einen Wirbelbogen pro Muskelsegment, sondern zwei.
Die Saurichthyidae ähnelten den heutigen Hechten und Hornhechten und waren, wie diese, wahrscheinlich Stoßräuber, die auf ihre Beute lauerten und sie dann im schnellen Vorstoß erbeuteten.
Systematisch gehört die Familie Saurichthyidae zu den Knorpelganoiden (Chondrostei), deren einzige rezente Vertreter die Störartigen (Acipenseriformes) sind.

## Innere Systematik
- Saurichthyiformes
  - Acidorhynchus Stensio, 1925
  - Saurichthyidae
    - Brevisaurichthys Beltan, 1972
    - Eosaurichthys Liu & Wei, 1988
    - Saurichthys Agassiz, 1834
    - Saurorhynchus Reis, 1892
    - Sinosaurichthys Wu et al. 2011
    - Systolichthys Beltan, 1972

## Galerie

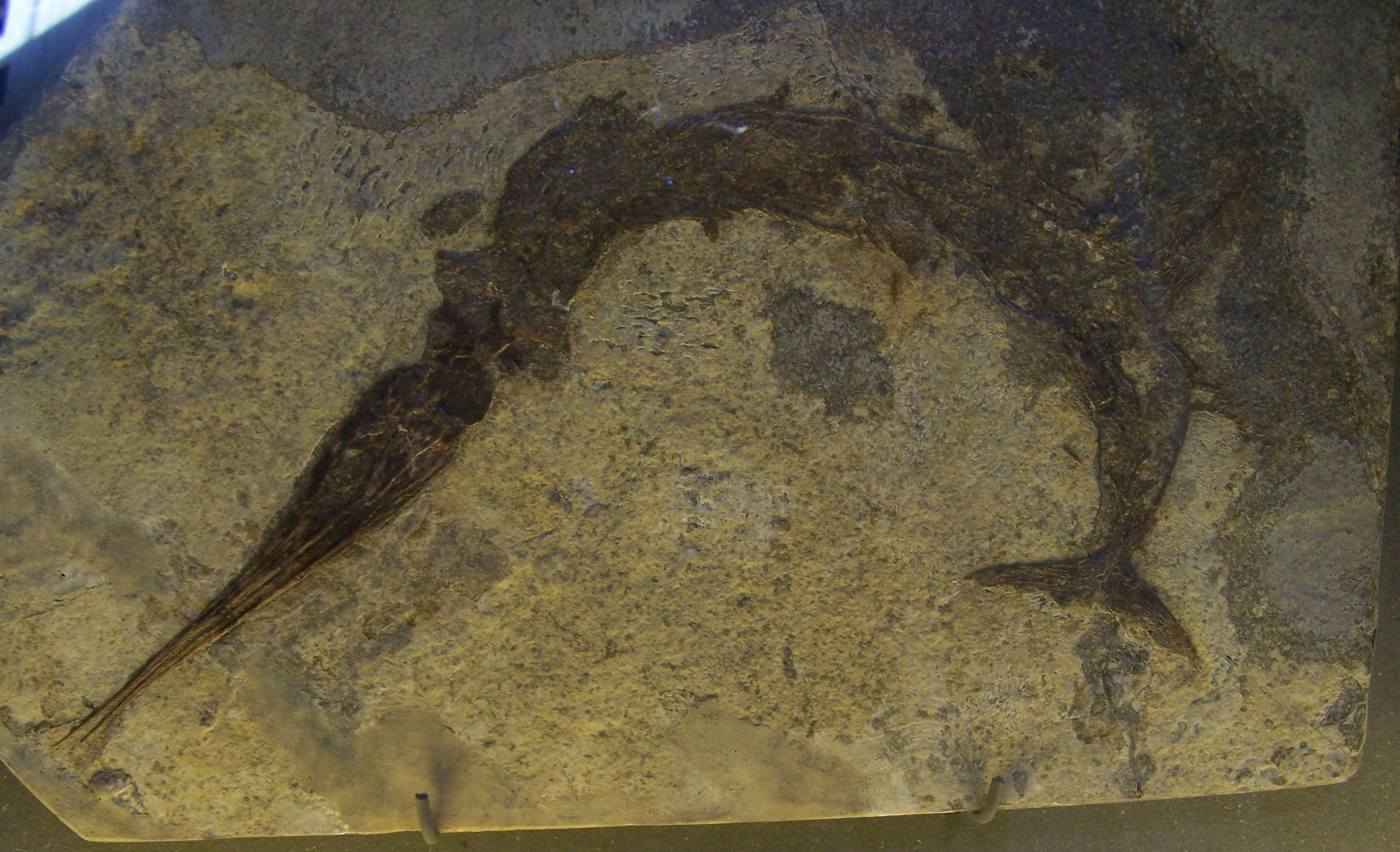
Saurichthys curionii aus dem Tessin (Schweiz) im Naturhistorischen Museum Lugano
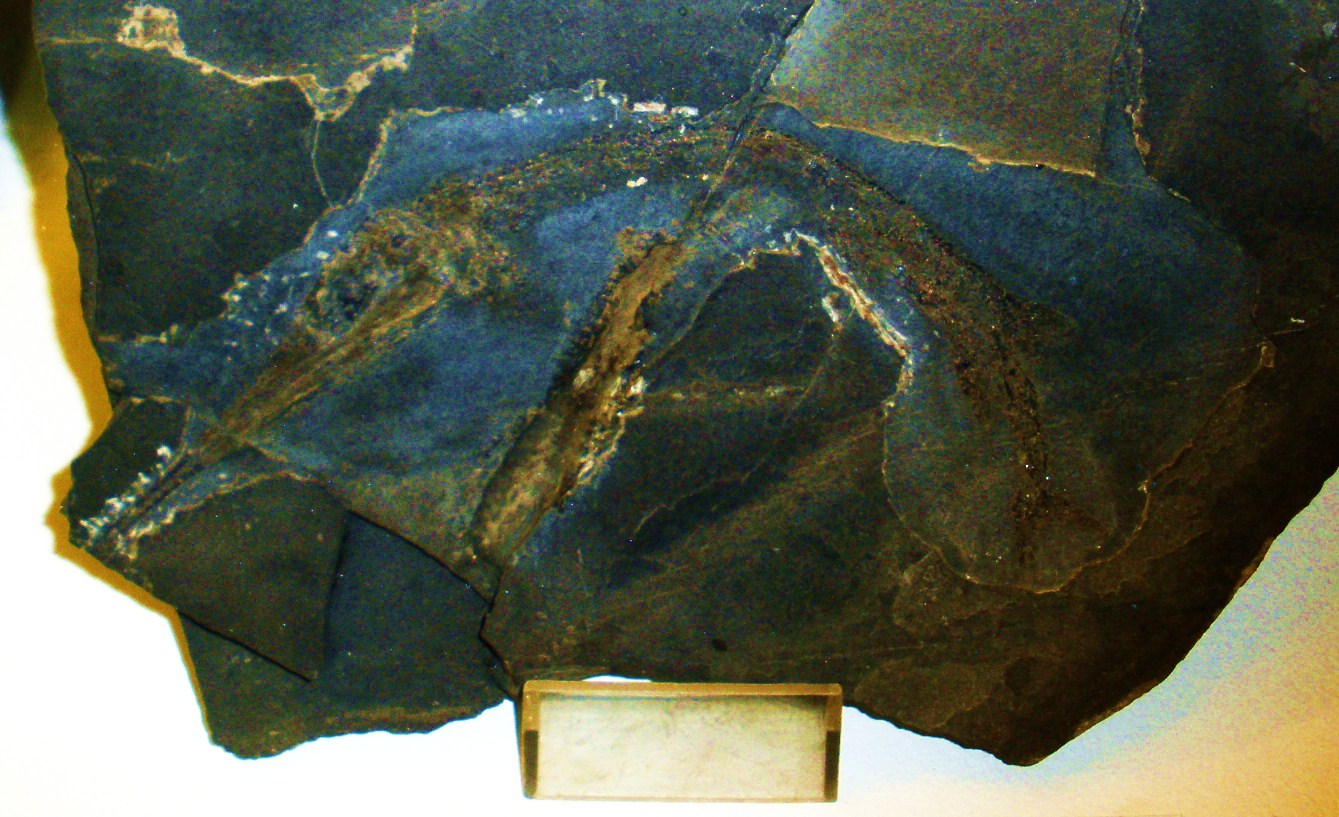
Saurichthys im Museo Civico dei Fossili in Besano
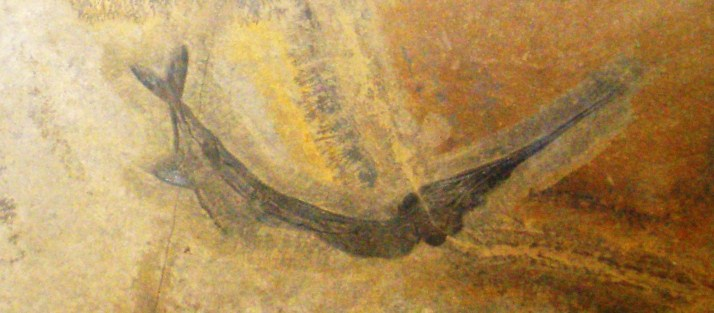
Saurichthys im Museo Civico dei Fossili in Besano